# Parafia św. Marii Magdaleny w Kurzynie Średniej
Parafia św. Marii Magdaleny w Kurzynie Średniej - parafia rzymskokatolicka znajdująca się w diecezji sandomierskiej w dekanacie Ulanów. 
Kościół parafialny drewniany, konstrukcji zrębowej, powstał w latach 1816-1818 jako filialny parafii w Pysznicy. Parafia uzyskała samodzielność w 1913 roku. Parafia posiada akta parafialne od roku 1784.
W trakcie II wojny światowej wikariuszem tejże parafii był ksiądz prałat Stanisław Czerniec. Cmentarz parafialny znajduje się około 1 km od kościoła parafialnego. Na terenie cmentarza znajduje się kaplica, której budowa rozpoczęła się w 2016 roku, a drobne prace dekoracyjne trwają nadal.